# Воронюк Артем Юрійович
Арте́м Ю́рійович Вороню́к (нар. 8 серпня 1993 — 1 березня 2016) — солдат Збройних сил України, десантник, учасник російсько-української війни.

## Життєпис
Народився 1993 року в селі Слобідка Деражнянського району (Хмельницька область).
Від жовтня 2013 року служив за контрактом, солдат 1-го взводу 2-ї аеромобільно-десантної роти 1-го аеромобільного батальйону, 80-та окрема десантно-штурмова бригада.
1 березня 2016-го військовослужбовці вирушили в район проведення навчальних стрільб — мали відбутися між селищами Мирна Долина та Тошківка Попаснянського району (Луганська область). Близько 11:40, рухаючись ґрунтовою дорогою уздовж лісосмуги в напрямі Тошківки, під час спроби розвернутися легкоброньований автофургон «Hummer» наїхав на протитанкову міну «ТМ-64». Внаслідок підриву загинув водій та двоє військових, які сиділи позаду — солдати Андрій Питак та Олександр Дуленко, ще двоє зазнали поранень.
Після завершення експертизи з Артемом попрощалися в селі Нижнє; похований 15 квітня 2016 року в селі Слобідка Деражнянського району.
Без Артема лишилися батьки та молодша сестра.

## Нагороди та вшанування
- 23 серпня 2018 року указом Президента України № 239/2018, за особисту мужність і самовіддані дії, виявлені у захисті державного суверенітету та територіальної цілісності України, нагороджений орденом «За мужність» III ступеня (посмертно)[1].
- Нагороджений нагрудним знаком «За оборону Луганського аеропорту» (посмертно).